# 아키모토 마사히로
아키모토 마사히로(일본어: 秋元 雅博, 1979년 4월 15일 ~ )는 일본의 전 축구 선수이다.

## 구단 경력
과거 산프레체 히로시마에서 활동하였다.